# Повстання Боудіки
Повстання Боудіки — спалахнуло у Римській Британії в 60 або 61 році н. е., є одним з найяскравіших прикладів визвольних повстань, які регулярно охоплювали недавно завойовані римлянами території. Особливість повстання в Британії, в порівнянні з іншими подібними конфліктами, полягає в тому, що його очільницею була жінка.

## Рим і Британія
Вперше Британію для римлян відкрив Гай Юлій Цезар. У 55 і 54 роках до н. е. він здійснив дві військові експедиції на острів, які в цілому не дали жодних результатів. У Британії він не виявив тих багатств, які очікував там знайти, а місцеві жителі чинили запеклий опір римлянам. Крім того, римський флот, незвиклий до плавання в океані, сильно постраждав від шторму. Отримавши звістки про заворушення в Галлії, Гай Юлій Цезар покинув острів, задовільнившись номінальним підпорядкуванням вождів прибережних громад та отриманням данини. Спадкоємець Цезаря і продовжувач його справи Август в 34 і в 27 роках до н. е. хотів здійснити похід до Британії, але кожен раз був змушений відкладати його через більш суттєві проблеми. Додатковим стримуючим чинником була високовартісність бойових дій при обмежених можливостях здобути велику військову здобич. У 43 році н. е. імператор Клавдій ухвалив рішення провести вторгнення до Британії. Він звернувся за підтримкою царя атребатів Веріка, вигнаного своїми ворогами, вождями катувелаунів Тогодумном і Каратака. Для цього були залучені чотири легіони (II Августа, IX Іспанський, XIV Здвоєний і XX Валеріїв Переможний) в супроводі відповідних допоміжних загонів, в цілому 40-45 тисяч чоловік. Загальне командування мав здійснювати Авл Плавцій. Римляни безперешкодно висадилися в Рутупіях (Лімна) і рушили в глибину острова. У битві на річці Медвіт вони розбили зібране тут ополчення бриттів, яким командував Тогодумн, що загинув на полі бою. Коли легіони переправилися через Темзу, до театру військових дій прибув сам імператор Клавдій. В його присутності легіони знову здобули перемогу над бриттами і взяли штурмом столицю катувелаунів Камулодун. Після цього Клавдій повернувся в Рим, де справив тріумф над Британією. На спорудженіф в 51 році на його честь тріумфальній арці були перераховані назви 11 підкорених племен.

## Передумови повстання
З моменту вторгнення римлян до Британії пройшли вже два десятиліття. За цей час римської влади скорилася значна частина острова. Східна і південно-східна його частина зберігали номінальну свободу під владою незалежних місцевих правителів. На території сучасного Західного Сассекса знаходилися володіння царя атребати Когідубна, на північ від Темзи, на території Норфолка правив цар іценів Прасутаг. Обидва вони вважалися римськими союзниками, їх піддані зберігали власні закони і були звільнені від сплати податків. Центральна і західна частина острова входили до складу римської провінції. Ці землі по праву завоюванні вважалися власністю Риму, за користування ними місцеві жителі повинні були платити податки і виконувати різноманітні повинності. Господарями тут були римські військові і цивільні чиновники, які дозволяли собі жахливі зловживання владою. У 50-х роках на територію сусідніх з іценів тринованти була виведена ветеранська колонія Камулодун (Колчестер). Тацит пише: "Ветерани, недавно виведені в колонію, викидали трінобантов зі своїх осель, зганяли з полів, називаючи їх своїми бранцями і рабами, причому воїни потурали свавіллю ветеранів і внаслідок подібності у способі життя, і в надії на те, що їм буде дозволено те ж саме ".
У 60 році помер цар іценів Прасутаг, який заповідав свої володіння імператорові. Тим самим він, за словами Тацита, сподівався захистити своє царство і сім'ю від насильства. Але вийшло навпаки. Імператор не став призначати нового царя іценів, а включив їх землі до складу римської провінції. Негайно розпочалися вимагання з боку військових і зловживання влади. Особливим хабарництвом відрізнявся імператорський прокуратор Кат Деціан. Так, він постановив стягнути з іценів 10 мільйонів денаріїв за подарунки, видані їм ще Клавдієм. Вся сума повинна була бути виплачена відразу, в срібних денаріях.
Збір готівки викликав у іценів певні труднощі. З торгів було розпродано все майно царської родини, вдова царя Боудікка була висічена батогами, а дочки осоромлені Центуріоном. Історія набула широкого розголосу і викликала обурення іценів. Спалахнуло полум'я повстання.
Боудікка майстерно роздувала полум'я заколоту. Верхи на колісниці у супроводі обох дочок вона об'їжджала землі сусідів, закликаючи їх приєднатися до повстання. Кассій Діон описує зовнішній вигляд Боудікка і переказує зміст її промов: "Але найбільше до обурення і війні проти римлян спонукала тубільців Будуіка (Боудікка), британська жінка царського роду, яка мала аж ніяк не жіночим розумом, яка була визнана гідною керування і взяла на себе все військове керівництво … Володіла вона статтю величною, виглядом грізним, поглядом пронизливим, голосом грубим; густі яскраво-руде волосся спадали нижче пояса; на шиї було у неї величезна золоте намисто; поверх розвівається туніки надітий щільний плащ, скріплений застібкою ".

## Початок повстання
Перший удар повсталі завдали по Камулодун, що був символом ненависного римського панування. Місто все ще не було укріплене, і бритти вважали, що захопити його буде нескладно. Оскільки намісник Светоній Паулін зі своїми військами в цей час був далеко, оборонці при перших ознаках небезпеки звернулися за допомогою до прокуратору. Той зміг надіслати їм для захисту лише 200 солдатів, вважаючи небезпеку перебільшеною. Насправді римляни сильно недооцінили сили повсталих. Боудікка змогла закликати під свої прапори майже 120 000 чоловік. Ці сили обклали колонію з усіх боків, так, що її жителі не встигли навіть відіслати свої сім'ї. Напад було раптовим і смертоносним. Ті, хто не був убитий відразу забарикадувалися в храмі, де разом з надісланими прокуратором солдатами тримали облогу ще протягом двох днів. З огляду на колосального переваги сил нападників, оборона в кінцевому підсумку була прорвана, храм підпалений, а всі, хто там знаходилися загинули.
Коли хмари ще тільки почали згущуватися над жителями Камулодуна, Квінт Петілія Церіала, який командував IX Іспанським легіоном з Лінда, виступив на допомогу обложеним з колишніми при ньому військами. В дорозі він потрапив у влаштовану для нього засідку і зазнав така поразка, що, кинувши піхоту на поле бою, врятувався лише сам з небагатьма вершниками. Після його розгрому Камулодун був приречений. Солдати в Лінде разом зі своїм командувачем замкнулися в таборі і сиділи в щільній облозі бриттів аж до кінця описуваних подій.

## Падіння Лондона
Намісник провінції Светоній Паулін з основними військовими силами в цей час вів кампанію проти жителів острова Мона (Енглсі). Йому вдалося переправитися на острів, що був великим релігійним центром друідизму, і вирубати священні гаї бриттів. Отримавши звістку про повстання в провінції, він негайно ж перервав кампанію на острові і через все ще не замирення територію в супроводі лише небагатьох воїнів, кинувся до столиці провінції — Лондинія. Нещодавно засноване місто до того моменту вже встиг перетворитися на великий економічний центр з численним населенням, переважно складалися з торговців, колоністів, відставних ветеранів та членів їх сімей. Всі вони з тривогою чекали появи повсталих і зустріли намісника як рятівника. Оцінивши обстановку, Светоній Паулін зрозумів, що наявних при ньому сил недостатньо для захисту міста. Присутнім жителям він запропонував залишити свої житла і приєднатися до його армії. Ні благання, ні сльози городян не похитнули його рішучості. Частина жителів пішла його порадою, а що залишилися в місті були винищені явившимися незабаром бриттами. Та ж доля спіткала Веруламій (Сент-Олбанс) та інші міські поселення. Всього в ході повстання, за словами Тацита, загинуло близько 70 000 римлян і їх союзників. Винуватець цих лих Кат Деціан на кораблі переправився в Галлію, звідки написав імператору, що провінція втрачена, а її гарнізон загинув.

## Битва при Роксетері
Тим часом Светоній Паулін, ведучи за собою колону поселенців, з'єднався з просувалися йому назустріч військами. Тепер під його командуванням перебував весь XIV Здвоєний і частина XX Валерія Переможного легіону, а також допоміжні загони. IX Іспанська легіон був від нього відрізаний і знаходився в облозі. А легат II Августа легіону співів Постум зовсім проігнорував наказ намісника рухатися до нього на зустріч і залишився в своєму таборі в Позові. Таким чином, чисельність римських військ не перевищувала 10 000 чоловік. Бачачи, що припаси на кінець, а переслідувачі дихають йому в спину, Светоній Паулін вирішив випробувати удачу в вирішальній битві.
Точне місце розташування поля бою до цих пір залишається невідомим. Ймовірно, воно знаходилося десь між Лондіній і Віроконіем, сучасним Роксетером, на Уотлінг-стріт, головній дорозі римської Британії. Поле бою являло собою вузьку тіснину, ззаду і з боків прикриту лісом. Багаторазово поступаючись своїми силами повстанців, Светоній Паулін поставив воїнів тісно зімкнутими рядами спиною до лісу, особою до ворога. Кіннота була побудована на флангах, піхота — в центрі. Бритти вишикувалися для бою клинами, піхота проти піхоти, колісниці проти кінноти. Перед боєм обидва воєначальника звернулися до своїх воїнів з промовою, в якій попросили їх мужності.
В ході бою дисципліна і озброєння легіонів взяли верх над численністю і шаленою відвагою бриттів. Тацит залишив красномовне опис битви: "Спочатку легіон, не рухаючись з місця, стояв за тіснину, що заміняв йому зміцнення, але, випустивши всі свої дротики на відстань вірного удару ворогів, кинувся на них в бойовому порядку. Настільки ж стрімким був натиск воїнів допоміжних військ; кинулися на ворога і вершники зі списами напереваги, зім'яв перегороджували їм шлях і що робили опір. Після цього інші вороги кинулися навтіки, якому, однак, заважали розставлені всюди і захаращувати прохід воза. Наші воїни винищували супротивника, не шкодуючи і жінок; до купах людських тіл додавалися і трупи простромлених дротиками і списами коней ".
Кассій Діон також пише про довгий і завзятому бої, яке тривало більшу частину дня. Тільки на заході римляни здобули перемогу над запеклими ворогами. Близько 80 000 бриттів впало на поле бою, безліч людей було захоплено в полон.
Значна частина повсталих виявилася розсіяна і сховалася в лісах, проте зібратися з силами їм завадила раптова смерть Боудікка. Залишається невідомим, чи була вона добровільною. Тацит пише, що цариця прийняла отруту, опинившись не в силах змиритися з поразкою. Кассій Діон, навпаки, вказує причиною смерті раптову хворобу. Бритти гірко її оплакували і влаштували покійної пишне поховання, але, після смерті Боудікка, вирішивши, що тепер вони і справді зазнали поразки, нарешті розбрелися по домівках.
Светоній Паулін, опинившись переможцем, поповнив свою армію загонами, переведеними з Німеччини, після чого зайнявся придушенням останніх осередків опору. При цьому він виявляв таку жорстокість до переможених, що імператор Нерон, остерігаючись, як би повстання не спалахнуло знову, вважав за благо відкликати його в Рим і обсипати нагородами за здобуту перемогу.